# New York Generals 1968
Questa pagina raccoglie i dati riguardanti i New York Generals nelle competizioni ufficiali della stagione 1968.

## Stagione
La rosa della stagione precedente venne sostanzialmente confermata, rinforzata da elementi europei che avevano già giocato nella NSPL come Dieter Perau e Co Prins. Il tedesco Perau fu capocannoniere stagionale dei Generals con 13 reti. 
La squadra concluse il campionato al terzo posto nell'Atlantic Division, non riuscendo ad accedere alle fasi finali del torneo.
La franchigia chiuse i battenti al termine della stagione.

## Organigramma societario
Area direttiva
Area tecnica
- Allenatore: Freddie Goodwin

## Rosa
| N. |                              | Ruolo | Calciatore         |
| -- | ---------------------------- | ----- | ------------------ |
| 1  | Germania (bandiera)          | D     | Herbert Finken     |
| 2  | Stati Uniti (bandiera)       | D     | Dov Markus         |
| 3  | Trinidad e Tobago (bandiera) | C     | Warren Archibald   |
| 4  | Inghilterra (bandiera)       | D     | Tony Singleton     |
| 5  | Argentina (bandiera)         | A     | César Luis Menotti |
| 6  | Trinidad e Tobago (bandiera) | A     | Leroy DeLeon       |
| 7  | Giamaica (bandiera)          | A     | Neville Oxford     |
| 8  | Inghilterra (bandiera)       | D     | Barry Mahy         |
| 9  | Paesi Bassi (bandiera)       | A     | Co Prins           |
| 10 | Inghilterra (bandiera)       | A     | Michael Ash        |
| 11 | Trinidad e Tobago (bandiera) | D     | Jan Steadman       |
| 12 | Inghilterra (bandiera)       | D     | Barrie Wright      |
| 13 | Argentina (bandiera)         | C     | Luis María Más     |

| N. |                        | Ruolo | Calciatore       |
| -- | ---------------------- | ----- | ---------------- |
| 14 | Germania (bandiera)    | A     | Dieter Perau     |
| 16 | Haiti (bandiera)       | C     | Philippe Vorbe   |
| 17 | Austria (bandiera)     | P     | Paul Freitag     |
| 18 | Brasile (bandiera)     | C     | Elizeu           |
| 19 | Brasile (bandiera)     | P     | Miguel De Lima   |
| 20 | Inghilterra (bandiera) | A     | George Kirby     |
| 21 | Inghilterra (bandiera) | P     | Geoff Sidebottom |
| 22 | Inghilterra (bandiera) | D     | Freddie Goodwin  |
| 22 | Ungheria (bandiera)    | A     | László Kaszás    |
| 23 | Argentina (bandiera)   | D     | Julio Luis Alas  |
| 24 | Inghilterra (bandiera) | D     | Gordon Bradley   |
|    | Stati Uniti (bandiera) | P     | Ford Brunner     |